# Graciella moea
Graciella moea är en skalbaggsart som beskrevs av Jordan 1903. Graciella moea ingår i släktet Graciella och familjen långhorningar.
Artens utbredningsområde är:
- Gabon.
- Togo.

Inga underarter finns listade i Catalogue of Life.